# Giuseppe Castelli
Giuseppe Castelli (San Gillio, 15 novembre 1871 – Novara, 12 settembre 1943) è stato un vescovo cattolico italiano.

## Biografia
Nacque a San Gillio, in provincia e arcidiocesi di Torino, il 15 novembre 1871.
Dopo aver compiuto gli studi, l'8 giugno 1895 fu ordinato presbitero.
Il 23 agosto 1911 papa Pio X lo nominò vescovo di Susa; succedette a Carlo Marozio, deceduto il 30 agosto 1910. Il 28 ottobre successivo ricevette la consacrazione episcopale dal cardinale Agostino Richelmy, co-consacranti i vescovi Costanzo Castrale e Angelo Bartolomasi (poi arcivescovo). Il 14 gennaio 1912 prese possesso della diocesi.
Il 22 dicembre 1920 fu trasferito alla diocesi di Cuneo, dove succedette a Natale Gabriele Moriondo, precedentemente nominato visitatore apostolico nel Caucaso. Il 6 maggio 1921 prese possesso della diocesi.
Il 21 ottobre 1924 fu nominato vescovo di Novara; succedette a Giuseppe Gamba, precedentemente nominato arcivescovo metropolita di Torino. Il 15 febbraio 1925 prese possesso della diocesi.
Durante il suo episcopato nella diocesi gaudenziana, compì tre distinte visite pastorali e nel 1936 celebrò il sinodo diocesano. Inoltre incrementò e diffuse le organizzazioni dell'Azione Cattolica, celebrò due solenni congressi eucaristici e ampliò la sede della curia vescovile.
Morì a Novara il 12 settembre 1943 e fu sepolto nella cattedrale di Santa Maria Assunta.

## Genealogia episcopale e successione apostolica
La genealogia episcopale è:
- Cardinale Scipione Rebiba
- Cardinale Giulio Antonio Santori
- Cardinale Girolamo Bernerio, O.P.
- Arcivescovo Galeazzo Sanvitale
- Cardinale Ludovico Ludovisi
- Cardinale Luigi Caetani
- Cardinale Ulderico Carpegna
- Cardinale Paluzzo Paluzzi Altieri degli Albertoni
- Papa Benedetto XIII
- Papa Benedetto XIV
- Cardinale Enrico Enriquez
- Arcivescovo Manuel Quintano Bonifaz
- Cardinale Buenaventura Córdoba Espinosa de la Cerda
- Cardinale Giuseppe Maria Doria Pamphilj
- Papa Pio VIII
- Papa Pio IX
- Cardinale Gustav Adolf von Hohenlohe-Schillingsfürst
- Arcivescovo Salvatore Magnasco
- Cardinale Gaetano Alimonda
- Cardinale Agostino Richelmy
- Vescovo Giuseppe Castelli

La successione apostolica è:
- Vescovo Claudio Angelo Giuseppe Calabrese (1920)
- Vescovo Gaudenzio Binaschi (1930)
- Vescovo Sebastiano Briacca (1932)
- Vescovo Raffaele De Giuli (1936)
- Vescovo Carlo Allorio (1942)